# Zajęcznik (Góry Krucze)
Zajęcznik (niem. Hasen Berg, 682 m n.p.m.) – wzniesienie w południowo-zachodniej Polsce, w Sudetach Środkowych, w masywie Gór Kamiennych.

## Położenie
Wzniesienie położone jest w środkowo-wschodniej części Gór Kruczych należących do Gór Kamiennych, w bocznym grzbiecie odchodzącym od Owczej Głowy ku północnemu wschodowi. Leży na zachód od miejscowości Błażejów.
Jest to płaskie wzniesienie bez wyraźnego zaznaczenia szczytu. Na wschodnim stoku z Jodłowego Źródła początek bierze Zadrna, dopływ Bobru.

## Budowa
Zbudowane ze skał wulkanicznych - porfirów (trachitów) wieku permskiego, należących do utworów zachodniego skrzydła niecki śródsudeckiej.
W całości porośnięte jest lasem regla dolnego.